# Eurema daira
Fairy Yellow, Barred Yellow hay Barred Sulphur (Eurema daira) là một loài bướm ngày thuộc họ Pieridae. Nó được tìm thấy ở Argentina phía bắc đến miền nam Hoa Kỳ. Rải rác có thể gặp ở miền nam Arizona, South Dakota, miền nam Texas và thậm chí ở Washington D. C.
Sải cánh dài 32–41 mm. Con trưởng thành bay quanh năm ở phần phía nam của dãi phân bố và vào cuối hè.
Ấu trùng ăn Fabaceae, bao gồm Stylosanthes biflora và Aeschynomene.

## Phụ loài
- Eurema daira daira (Virginia, New York, Virginia, Louisiana, Georgia, Florida)
- Eurema daira palmira  (Poey, [1852])  (West Indies, Cuba, Bahamas)
- Eurema daira eugenia  (Wallengren, 1860)  (Mexico, Panama, Costa Rica, Guatemala)
- Eurema daira sidonia  (R. Felder, 1869)  (Mexico)
- Eurema daira lydia  (C. & R. Felder, 1861)  (Venezuela, Colombia)
- Eurema daira macheti Brévignon, 1996 (French Guiana)

## Hình ảnh

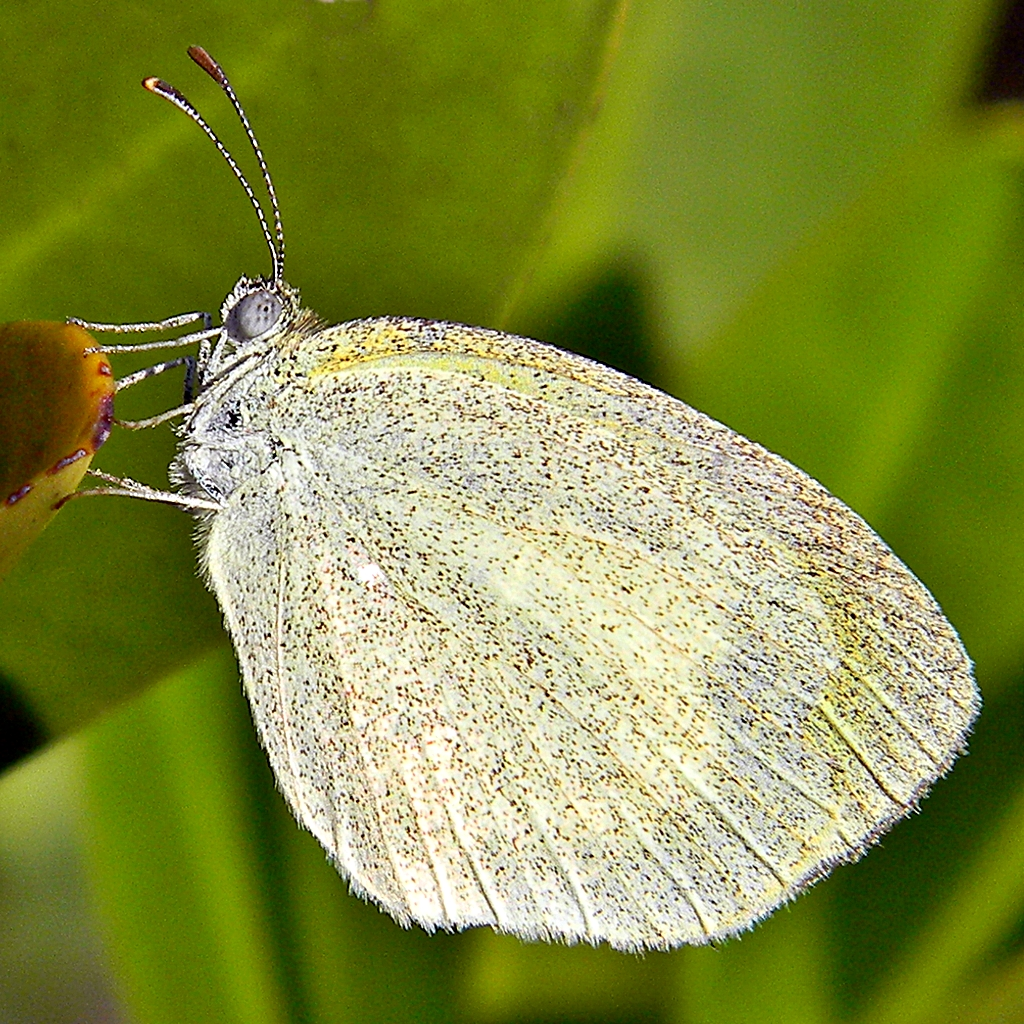
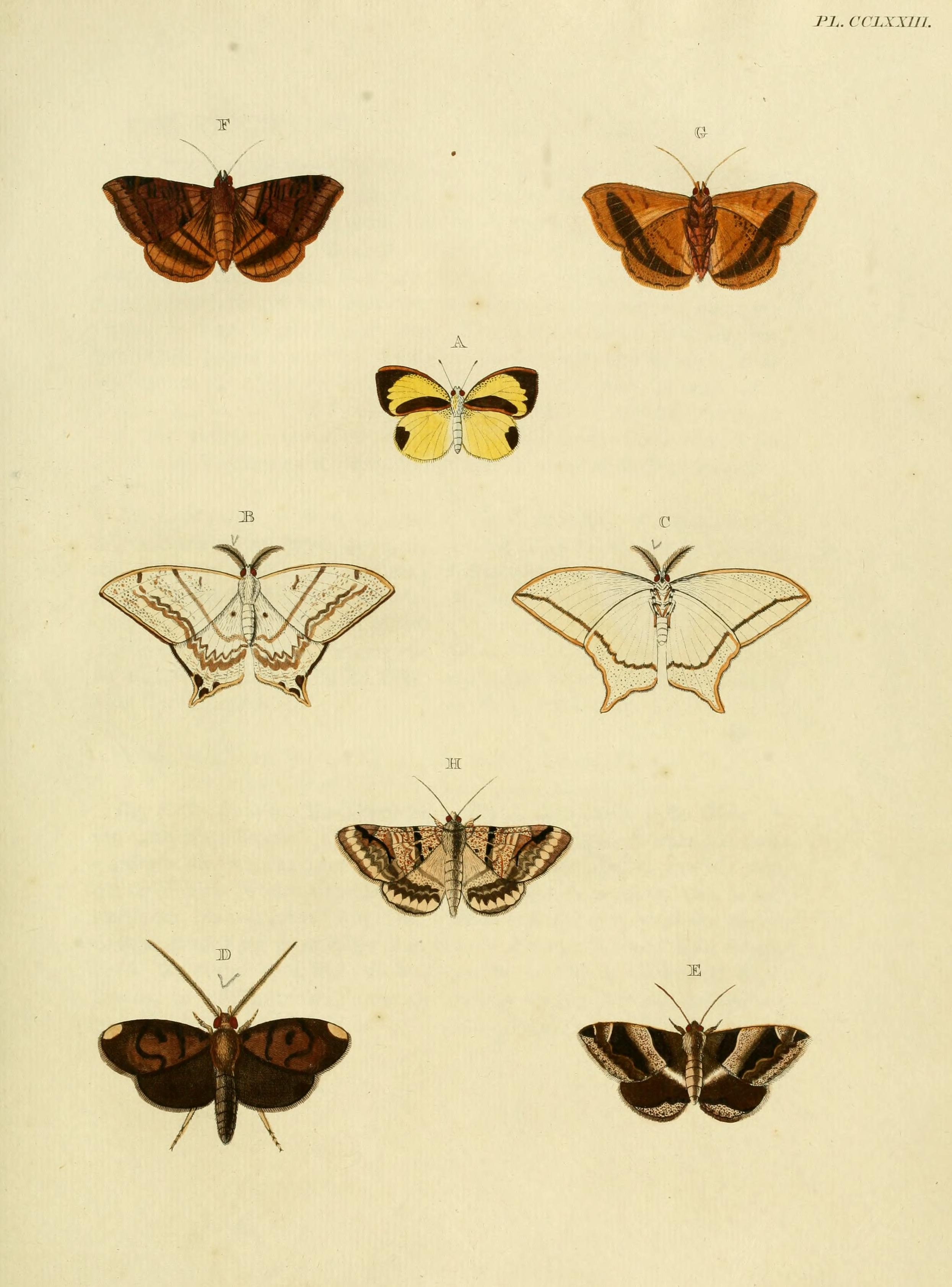
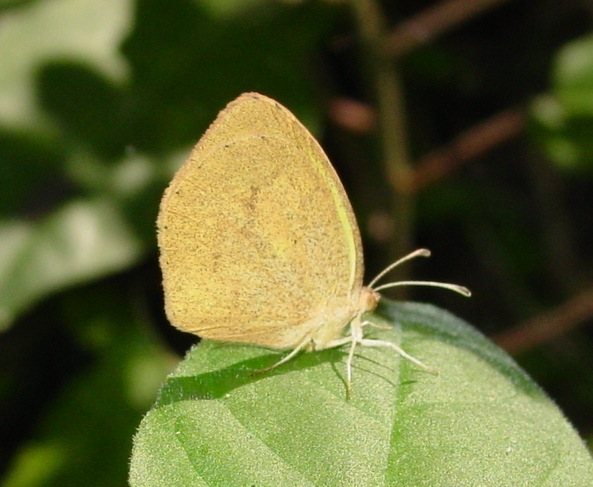